# Distrito Cultural da Lapa
O Distrito Cultural da Lapa é um projeto cultural na cidade do Rio de Janeiro, estado do Rio de Janeiro, Brasil.

## O projeto
O projeto Distrito Cultural da Lapa se propõe a uma ampla tarefa de requalificação do bairro através de um programa de desenvolvimento sócio-econômico, que recupere o patrimônio imobiliário público, treine mão de obra com ofertas de cursos artísticos e profissionalizantes, implante serviços essenciais para a comunidade local, destine espaços para atividades artísticas e culturais, e invista no turismo.
Isto pressupõe uma composição entre o poder público, a iniciativa privada, a comunidade acadêmica e a sociedade civil, estabelecendo uma sinergia que beneficie a todos os envolvidos e mude para melhor o quadro atual da Lapa. Atualmente ele é gerenciado pelo INEPAC.

## Área de abrangência
A área do projeto, definida pelo Decreto Estadual nº 26.459, de 7 de junho de 2000, estende-se do Largo da Lapa até o final da Rua do Lavradio, englobando as seguintes ruas: Avenida Mem de Sá, Rua do Riachuelo, Avenida Gomes Freire, Rua do Lavradio, Rua dos Arcos, Rua Joaquim Silva, Travessa do Mosqueira, Rua do Resende, Rua da Relação e Rua Visconde de Maranguape.

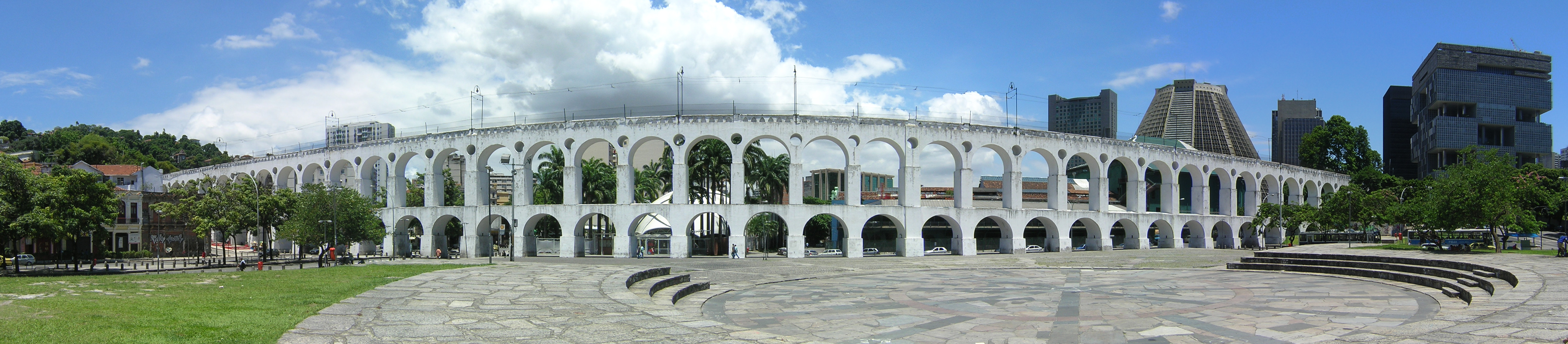
Largo da Lapa e arcos